# Thượng Nhượng
Thượng Nhượng (giản thể: 尚让; phồn thể: 尚讓; bính âm: Shàng Ràng) là một nhân vật trong cuộc khởi nghĩa Hoàng Sào vào cuối thời nhà Đường, từng giữ chức Thái úy khi Hoàng Sào lập ra triều Đại Tề. Đến khi Hoàng Sào sắp bị tiêu diệt vào năm 884, Thượng Nhượng đã quay sang quy phục tướng Đường là Thì Phổ, tham gia chiến dịch tiêu diệt quân Hoàng Sào, sau đó ông bị Thì Phổ sát hại.

## Thân thế
Thượng Nhượng có ít nhất một anh là Thượng Quân Trường, Thượng Quân Trường cùng Vương Tiên Chi đã nổi dậy chống triều đình Đường vào năm 874 tại Trường Viên. Thượng Nhượng có vẻ đã theo anh trai tham gia cuộc nổi dậy này, và sau đó trở thành một thuộc hạ của Vương Tiên Chi.

## Phụng sự Vương Tiên Chi
Năm 876, Thượng Nhượng đã trở thành một chỉ huy trong hàng ngũ quân nổi dậy của Vương Tiên Chi, vào năm đó, Chiêu thảo phó sứ/Đô giám Dương Phục Quang đã thượng tấu lên Đường Hy Tông, nói rằng Thượng Nhượng đã chiếm cứ Tra Nha Sơn, buộc quan quân phải triệt thoái về Đặng châu.
Cũng trong năm 876, Vương Tiên Chi và Hoàng Sào xảy ra mâu thuẫn về thỏa thuận hòa bình với triều đình Đường. Hậu quả là quân nổi dậy đã bị phân thành hai nhóm, một nhóm đi theo Vương Tiên Chi và Thượng Quân Trường, và một nhóm theo Hoàng Sào. Có lẽ, Thượng Nhượng tiếp tục đi theo Vương Tiên Chi và Thượng Quân Trường, mặc dù ngay sau đó, Thượng Nhượng đã hội quân với Hoàng Sào tại Tra Nha Sơn. Năm 877, Thượng Quân Trường bị quân Đường bắt rồi bị Đường Hy Tông xử tử, các nỗ lực đàm phán giữa Vương Tiên Chi và triều đình cũng chấm dứt.
Vào mùa xuân năm 878, tướng Đường là Tăng Nguyên Dụ (曾元裕) đã đánh bại và giết chết Vương Tiên Chi. Thượng Nhượng đem dư chúng của Vương Tiên Chi đến hội quân với Hoàng Sào, từ đó phụng sự Hoàng Sào.

## Phụng sự Hoàng Sào

### Trước khi Hoàng Sào xưng đế
Vào thời điểm Thượng Nhượng gia nhập vào nghĩa quân của Hoàng Sào, Hoàng Sào đang bao vây Bạc châu. Thượng Nhượng đề nghị Hoàng Sào xưng vương, Hoàng Sào sau đó xưng là Xung Thiên đại tướng quân và cải nguyên Vương Bá để thể hiện độc lập với triều đình Đường.
Sau đó, Thượng Nhượng theo Hoàng Sào nam tiến đến khu vực nay là Quảng Đông rồi lại về bắc vào năm 879. Thượng Nhượng tham gia vào trận đánh chống lại tướng Đường là Lý Hệ (李係) tại Đàm châu, ông tiêu diệt quân của Lý Hệ. Sau đó, Thượng Nhượng cùng với đội quân (được mô tả là có 50 vạn tinh binh) tiến công Giang Lăng, khiến Vương Đạc phải chạy trốn. Sau đó, Hoàng Sào và Thượng Nhượng tiến công Sơn Nam Đông đạo, song chiến bại trước tiết độ sứ Lưu Cự Dung (劉巨容) và tướng Tào Toàn Trinh (曹全晸). Hoàng Sào và Thượng Nhượng chạy trốn, song Lưu Cự Dung và Tào Toàn Trinh lại ngừng truy kích, vì thế Hoàng Sào và Thượng Nhượng có thể tái thiết lực lượng.
Năm 880, Hoàng Sào tiến về Trường An, Đường Hi Tông phải chạy trốn đến Thành Đô. Khi Hoàng Sào tiến vào Trường An, Thượng Nhượng đã tuyên bố với dân chúng:
Hoàng Vương khởi binh là vì bách tính, không như họ Lý khi trước không yêu thương dân chúng, hãy an cư đừng sợ hãi.

Bất chấp tuyên bố của Thượng Nhượng, các binh sĩ của Hoàng Sào vẫn thường xuyên cướp phá kinh thành, cả Hoàng Sào và Thượng Nhượng đều không thể ngăn cản họ. Không lâu sau, Hoàng Sào xưng đế và đặt quốc hiệu là "Đại Tề". Thượng Nhượng được bổ nhiệm giữ giức Thái úy và Trung thư lệnh.

### Phụng sự Đại Tề
Tướng Đường là Trịnh Điền tiếp tục kháng cự Đại Tề ở Phượng Tường, vì thế vào mùa xuân năm 881, Hoàng Sào đã khiển Thượng Nhượng và Vương Bá (王播) suất 5 vạn quân tiến công Trịnh Điền. Quân Đại Tề xem nhẹ Trịnh Điền, tuy nhiên Trịnh Điền cùng với Đường Hoằng Phu (唐弘夫) đã giăng bẫy quân Đại Tề ở Long Vĩ pha, kết quả là quân Đại Tề bị tiêu diệt.
Trong khi đó, tại Trường An có người viết thơ châm biến các quan lại Đại Tề ở cửa Thượng thư tỉnh. Thượng Nhượng tức giận, đã khoét mắt các đầy tớ làm việc tại tỉnh và cho treo ngược họ, trong khi bắt tất cả những người có khả năng làm thơ trong thành, sát hại khoảng 3.000 người trong số họ.
Ngay sau đó, quân Đường dưới quyền chỉ huy của Đường Hoằng Phu, Vương Trọng Vinh, Vương Xử Tồn và Thác Bạt Tư Cung và Trịnh Điền đã bao vây Trường An, Hoàng Sào đã triệt thoái khỏi kinh thành một thời gian ngắn. Sau đó, Hoàng Sào phản công và chiếm lại Trường An, khiến quân Đường tổn thất nặng nề. Tiếp theo, quân Đường và quân Đại Tề liên tục giao chiến bên ngoài thành với kết quả bất phân thắng bại. Vào một trận chiến mùa thu năm 881, Thượng Nhượng đã hội quân với Chu Ôn đẩy lui các tướng Đường là Lý Hiếu Xương (李孝昌) và Thác Bạt Cung tại Đông Vị Kiều, gần Trường An. Tuy nhiên, khi Thượng Nhượng tiến công Nghi Quân trại) vào mùa thu năm 882, ông đã gặp phải một cơn bão tuyết khắc nghiệt, khiến cho khoảng 20-30% binh sĩ của ông chết cóng.
Vào mùa xuân năm 883, sau khi Lý Khắc Dụng đến hợp binh, quân Đường lại gây áp lực lên quân Đại Tề trong thành Trường An. Thượng Nhượng thống soái khoảng 15 vạn quân Đại Tề đi giao chiến với liên quân của Lý Khắc Dụng, Vương Trọng Vinh, Vương Xử Tồn và Dương Phục Quang, kết quả quân Đại Tề bị tiêu diệt. Trong khi đó, các tướng Đại Tề là Vương Phan (王璠) và Hoàng Quỹ (黃揆, em của Hoàng Sào) đã tái chiếm Hoa châu, song sau lại bị Lý Khắc Dụng bao vây. Hoàng Sào phái Thượng Nhượng đi giải vây cho Hoa châu. Tuy nhiên, không lâu sau, Hoàng Sào phải bỏ Quan Trung và chạy về phía đông, có lẽ Thượng Nhượng đi theo Hoàng Sào.
Khi Hoàng Sào bao vây Trần châu, Thượng Nhượng đóng quân tại Thái Khang. Hoàng Sào bao vây Trần châu khoảng 10 tháng song không chiếm được thành, trong khi đó quân Đường tiến công Thượng Nhượng và chiếm được Thái Khang cùng Tây Hoa- do Hoàng Tư Nghiệp (黃思鄴) trấn thủ, Thượng Nhượng và Hoàng Tư Nghiệp buộc phải chạy trốn. Kế tiếp, Hoàng Sào cũng trở nên lo sợ và từ bỏ bao vây Trần châu.
Hoàng Sào sau đó chuyển sang tiến công Biện châu, nơi Chu Ôn (nay quy phục triều Đường và cải danh thành Chu Toàn Trung) làm tiết độ sứ. Thượng Nhượng đem 5.000 kị binh tiến công Biện châu, song chiến bại trước các bộ tướng của Chu Toàn Trung là Chu Trân (朱珍) và Bàng Sư Cổ (龐師古). Lý Khắc Dụng hay tin Hoàng Sào tiến công Biện châu thì nhanh chóng tiến đến, tiêu diệt quân Đại Tề khi họ đang vượt sang bờ bắc Hoàng Hà. Thượng Nhượng đầu hàng một trong các tướng Đường tham gia vào chiến dịch là Cảm Hóa tiết độ sứ Thì Phổ.

## Phụng sự Đường và qua đời
Thượng Nhượng sau đó trở thành tướng dưới quyền Thì Phổ, Thì Phổ đã khiển Lý Sư Duyệt (李師悅) và Thượng Nhượng truy kích Hoàng Sào. Họ đuổi kịp Hoàng Sào tại Hà Khâu và tiêu diệt quân Hoàng Sào. bản thân Hoàng Sào chạy trốn đến Lang Hổ Cốc, sau đó bị cháu là Lâm Ngôn (林言) giết chết.
Sau khi Hoàng Sào chết, Thì Phổ đã sát hại Thượng Nhượng, người vợ Lưu thị của Thượng Nhượng trở thành thiếp của Thì Phổ, sau đó trở thành vợ của Kính Tường- một thuộc hạ thân tín của Thì Phổ.